# Phylarch
Een phylarch (Oudgrieks: φύλαρχος, Latijn: phylarchus) is een Griekse titel en betekent "heerser van een stam", van het Oudgriekse woord φυλή, phule, "stam" + ἄρχειν, archein, "regeren".
In het Oude Athene was een phylarch, een verkozen commandant van de cavalerie, bezorgt door elk van de stad.
In de laat-Romeinse tijd, van de 4de tot 7de eeuw, werd de titel gegeven aan de vorsten van de Arabische bondgenoten van het Rijk (vergelijkbaar met de term "sjeik"). Deze titel werd voornamelijk gedragen door de vorsten van de Ghassaniden-dynastie.